# Svjetski dan mladih
Svjetski dan mladih događaj je u organizaciji Katoličke Crkve, koja okuplja mlade ljude iz cijelog svijeta na susretu s papom. 
Svjetski dan mladih održava se jednom godišnje u svakoj katoličkoj biskupiji na Cvjetnicu, s glavnom svečanosti u Vatikanu. Međutim, svake dvije ili tri godine, organizira se veliki međunarodni susret, koji je svaki put u nekom drugom gradu. Svečanost, koja traje nekoliko dana predvodi papa. 
Ovu ideju pokrenuo je papa Pavao VI., koji je organizirao prvi veliki susret s tisućama mladih u Rimu 1975. godine. Godine 1995. papa Ivan Pavao II. ponovno je oživio susrete mladih vjernika, kada se u Manili na Filipinima okupilo više od pet milijuna mladih. 
Godine 1997., Svjetski dan mladih postao je susret mladih u trajanju od tri dana prije završne ceremonije. Od tada se organizirao redom u: Parizu, Rimu, Torontu, Kölnu, Sydneyu, Madridu, Rio de Janeiru, Krakowu, Panama Cityju i posljednji do sada u Lisabonu 2023.
Istom inicijativom, kao i Svjetski susret obitelji, i Susreti mladih izrasli su iz proročkog duha Karola Wojtyle.